# Annie Last
Annie Last (Nottingham, 7 de septiembre de 1990) es una deportista británica que compite en ciclismo de montaña en la disciplina de campo a través.
Ganó una medalla de plata en el Campeonato Mundial de Ciclismo de Montaña de 2017, en la prueba de campo a través individual.  Además, obtuvo una medalla de plata en el Campeonato Mundial de Ciclismo de Montaña en Maratón de 2022.
Participó en los Juegos Olímpicos de Londres 2012, obteniendo el octavo lugar en la prueba de campo a través.

## Medallero internacional
| Campeonato Mundial | Campeonato Mundial | Campeonato Mundial | Campeonato Mundial |
| Año                | Lugar              | Medalla            | Competición        |
| ------------------ | ------------------ | ------------------ | ------------------ |
| 2017               | Cairns (Australia) | Medalla de plata   | Campo a través     |

| Campeonato Mundial | Campeonato Mundial    | Campeonato Mundial | Campeonato Mundial |
| Año                | Lugar                 | Medalla            | Competición        |
| ------------------ | --------------------- | ------------------ | ------------------ |
| 2022               | Haderslev (Dinamarca) | Medalla de plata   | Campo a través     |